# Birgit Angmar-Månsson
Birgit Angmar-Månsson, född 5 april 1939 i Sollentuna församling, är en svensk professor i karieslära på Karolinska institutet som 2004 blev utsedd till odontologie hedersdoktor vid Sahlgrenska akademin vid Göteborgs universitet.
Angmar-Månsson avlade tandläkarexamen 1965, disputerade till odontologie doktor 1971 och blev samma år docent i karieslära. Under åren 1972–1979 var hon biträdande professor i karieslära vid Karolinska institutet, tillförordnad professor mellan 1979 och 1986 och därefter ordinarie professor. Hon har även varit ordförande för linjenämnden för tandläkarlinjen på Karolinska institutet och har skrivit ett flertal vetenskapliga skrifter inom karieslära.